# League Cup 1964/65
Der League Cup 1964/65 war die 5. Austragung des Football League Cup (meist nur als League Cup bekannt).
Am Pokalwettbewerb, der am 2. September 1964 für die 92 englischen Spitzenvereine begann, nahmen letztlich 82 Mannschaften teil und wurde in den ersten fünf Runden im K.-o.-System über eine Partie und ab dem Halbfinale über Hin- und Rückspiel entschieden. Das Finale, das am 15. März 1965 und 5. April 1965 ausgetragen wurde, entschied der Erstligist FC Chelsea mit 3:2 Toren nach Hin- und Rückspiel für sich. Unterlegener Finalist war Leicester City.

## Wettbewerb

### Erste Runde
Zur ersten Runde traten die Vereine an, die im Vorjahr ab Platz 13 und abwärts die Drittligasaison 1963/64 abgeschlossen hatten, dazu alle 24 Vereine der laufenden Viertligasaison 1964/65.
| Datum             |                        | Ergebnis |                      |
| ----------------- | ---------------------- | -------- | -------------------- |
| 2. September 1964 | FC Barnsley            | 2:1      | Lincoln City         |
| 2. September 1964 | Bradford City          | 2:0      | York City            |
| 2. September 1964 | FC Brentford           | 0:2      | Southend United      |
| 2. September 1964 | Brighton & Hove Albion | 2:2      | FC Millwall          |
| 2. September 1964 | Chester City           | 3:0      | AFC Wrexham          |
| 2. September 1964 | FC Chesterfield        | 3:0      | Hartlepool United    |
| 2. September 1964 | Colchester United      | 1:1      | Torquay United       |
| 2. September 1964 | Doncaster Rovers       | 1:0      | Bradford Park Avenue |
| 2. September 1964 | Exeter City            | 2:0      | FC Gillingham        |
| 2. September 1964 | Halifax Town           | 1:3      | FC Darlington        |
| 2. September 1964 | Notts County           | 3:2      | Newport County       |
| 2. September 1964 | Queens Park Rangers    | 5:2      | FC Aldershot         |
| 2. September 1964 | FC Southport           | 0:0      | Carlisle United      |
| 2. September 1964 | Stockport County       | 1:3      | AFC Rochdale         |
| 2. September 1964 | Tranmere Rovers        | 2:0      | Crewe Alexandra      |
| 2. September 1964 | FC Walsall             | 1:1      | Oxford United        |
| 2. September 1964 | AFC Workington         | 9:1      | AFC Barrow           |
| 7. September 1964 | Port Vale              | 0:1      | Luton Town           |

#### Wiederholungsspiele
| Datum              |                 | Ergebnis |                        |
| ------------------ | --------------- | -------- | ---------------------- |
| 7. September 1964  | Oxford United   | 6:1      | FC Walsall             |
| 9. September 1964  | FC Millwall     | 1:0      | Brighton & Hove Albion |
| 10. September 1964 | Torquay United  | 3:0      | Colchester United      |
| 14. September 1964 | Carlisle United | 1:0      | FC Southport           |

### Zweite Runde
Aus den beiden obersten englischen Spielklassen waren weitere 44 Vereine plus die ersten 12 Drittligamannschaften der Vorsaison für die zweite Runde gesetzt. Von den nunmehr 74 Teilnehmern traten jedoch nur 64 Vereine zur zweiten Runde an.
| Datum              |                        | Ergebnis |                     |
| ------------------ | ---------------------- | -------- | ------------------- |
| 22. September 1964 | FC Watford             | 2:2      | FC Portsmouth       |
| 23. September 1964 | Birmingham City        | 0:3      | FC Chelsea          |
| 23. September 1964 | FC Blackpool           | 3:0      | Newcastle United    |
| 23. September 1964 | Bolton Wanderers       | 1:5      | Blackburn Rovers    |
| 23. September 1964 | Bournemouth & Boscombe | 0:2      | Northampton Town    |
| 23. September 1964 | Bristol Rovers         | 0:2      | FC Chesterfield     |
| 23. September 1964 | FC Bury                | 1:0      | FC Darlington       |
| 23. September 1964 | Carlisle United        | 4:1      | Bristol City        |
| 23. September 1964 | Charlton Athletic      | 2:1      | FC Middlesbrough    |
| 23. September 1964 | Chester City           | 5:4      | Derby County        |
| 23. September 1964 | Coventry City          | 4:1      | Ipswich Town        |
| 23. September 1964 | Doncaster Rovers       | 1:0      | Preston North End   |
| 23. September 1964 | Exeter City            | 3:5      | Bradford City       |
| 23. September 1964 | FC Fulham              | 2:0      | Oxford United       |
| 23. September 1964 | Grimsby Town           | 3:1      | Oldham Athletic     |
| 23. September 1964 | Hull City              | 0:0      | Southend United     |
| 23. September 1964 | Leeds United           | 3:2      | Huddersfield Town   |
| 23. September 1964 | Leicester City         | 0:0      | Peterborough United |
| 23. September 1964 | Leyton Orient          | 3:0      | FC Barnsley         |
| 23. September 1964 | Luton Town             | 0:1      | Aston Villa         |
| 23. September 1964 | Manchester City        | 3:5      | Mansfield Town      |
| 23. September 1964 | FC Millwall            | 1:2      | Norwich City        |
| 23. September 1964 | Plymouth Argyle        | 2:1      | Sheffield United    |
| 23. September 1964 | FC Reading             | 4:0      | Queens Park Rangers |
| 23. September 1964 | Rotherham United       | 2:0      | AFC Rochdale        |
| 23. September 1964 | Scunthorpe United      | 0:1      | AFC Workington      |
| 23. September 1964 | FC Southampton         | 3:2      | Cardiff City        |
| 23. September 1964 | Stoke City             | 1:1      | Shrewsbury Town     |
| 23. September 1964 | Swansea Town           | 3:1      | Swindon Town        |
| 23. September 1964 | Torquay United         | 1:2      | Notts County        |
| 23. September 1964 | Tranmere Rovers        | 0:2      | Crystal Palace      |
| 30. September 1964 | AFC Sunderland         | 4:1      | West Ham United     |

#### Wiederholungsspiele
| Datum              |                     | Ergebnis |                |
| ------------------ | ------------------- | -------- | -------------- |
| 28. September 1964 | Southend United     | 3:1      | Hull City      |
| 29. September 1964 | Shrewsbury Town     | 0:1      | Stoke City     |
| 8. Oktober 1964    | Peterborough United | 0:2      | Leicester City |
| 12. Oktober 1964   | FC Portsmouth       | 2:1      | FC Watford     |

### Dritte Runde
| Datum            |                   | Ergebnis |                  |
| ---------------- | ----------------- | -------- | ---------------- |
| 14. Oktober 1964 | FC Bury           | 0:1      | Plymouth Argyle  |
| 14. Oktober 1964 | Charlton Athletic | 2:1      | Leyton Orient    |
| 14. Oktober 1964 | FC Chesterfield   | 3:1      | Carlisle United  |
| 14. Oktober 1964 | Coventry City     | 3:2      | Mansfield Town   |
| 14. Oktober 1964 | Doncaster Rovers  | 2:3      | Bradford City    |
| 14. Oktober 1964 | Leeds United      | 2:3      | Aston Villa      |
| 14. Oktober 1964 | FC Reading        | 1:1      | FC Fulham        |
| 14. Oktober 1964 | Rotherham United  | 2:2      | Swansea Town     |
| 14. Oktober 1964 | Stoke City        | 3:1      | Southend United  |
| 14. Oktober 1964 | AFC Workington    | 0:0      | Blackburn Rovers |
| 19. Oktober 1964 | Grimsby Town      | 0:5      | Leicester City   |
| 20. Oktober 1964 | Northampton Town  | 2:1      | FC Portsmouth    |
| 21. Oktober 1964 | Norwich City      | 5:3      | Chester City     |
| 26. Oktober 1964 | FC Chelsea        | 4:0      | Notts County     |
| 26. Oktober 1964 | Crystal Palace    | 2:0      | FC Southampton   |
| 26. Oktober 1964 | AFC Sunderland    | 4:1      | FC Blackpool     |

#### Wiederholungsspiele
| Datum            |                  | Ergebnis |                  |
| ---------------- | ---------------- | -------- | ---------------- |
| 19. Oktober 1964 | FC Fulham        | 1:3      | FC Reading       |
| 22. Oktober 1964 | Blackburn Rovers | 1:5      | AFC Workington   |
| 28. Oktober 1964 | Swansea Town     | 2:0      | Rotherham United |

### Vierte Runde
| Datum             |                   | Ergebnis |                 |
| ----------------- | ----------------- | -------- | --------------- |
| 4. November 1964  | Aston Villa       | 3:1      | FC Reading      |
| 4. November 1964  | Charlton Athletic | 0:1      | Bradford City   |
| 4. November 1964  | Leicester City    | 0:0      | Crystal Palace  |
| 4. November 1964  | Northampton Town  | 4:1      | FC Chesterfield |
| 4. November 1964  | Stoke City        | 1:1      | Plymouth Argyle |
| 4. November 1964  | AFC Workington    | 3:0      | Norwich City    |
| 10. November 1964 | Coventry City     | 4:2      | AFC Sunderland  |
| 11. November 1964 | FC Chelsea        | 3:2      | Swansea Town    |

#### Wiederholungsspiele
| Datum             |                 | Ergebnis |                |
| ----------------- | --------------- | -------- | -------------- |
| 11. November 1964 | Crystal Palace  | 1:2      | Leicester City |
| 11. November 1964 | Plymouth Argyle | 3:1      | Stoke City     |

### Viertelfinale
| Datum             |                 | Ergebnis |                  |
| ----------------- | --------------- | -------- | ---------------- |
| 23. November 1964 | Aston Villa     | 7:1      | Bradford City    |
| 25. November 1964 | Plymouth Argyle | 1:0      | Northampton Town |
| 25. November 1964 | AFC Workington  | 2:2      | FC Chelsea       |
| 1. Dezember 1964  | Coventry City   | 1:8      | Leicester City   |

#### Wiederholungsspiel
| Datum             |            | Ergebnis |                |
| ----------------- | ---------- | -------- | -------------- |
| 16. Dezember 1964 | FC Chelsea | 2:0      | AFC Workington |

### Halbfinale
Die Hinspiele wurden am 20. Januar 1965, die Rückspiele am 10. Februar 1965 ausgetragen.
|                | Gesamt |                 | Hinspiel | Rückspiel |
| -------------- | ------ | --------------- | -------- | --------- |
| Aston Villa    | 3:4    | FC Chelsea      | 2:3      | 1:1       |
| Leicester City | 4:2    | Plymouth Argyle | 3:2      | 1:0       |

### Finale
| FC Chelsea                                        | FC Chelsea | Leicester City | Leicester City |
| ------------------------------------------------- | --- | --- | -------------- |
| FC Chelsea                                        | \| Finale, Hinspiel \| \| Montag, 15. März 1965 in London (Stamford Bridge) \| \| Ergebnis: 3:2 (1:0) \| \| Zuschauer: 20.690 \| \| Schiedsrichter: Jim Finney \| \| Spielbericht \|                   | \| Finale, Hinspiel \| \| Montag, 15. März 1965 in London (Stamford Bridge) \| \| Ergebnis: 3:2 (1:0) \| \| Zuschauer: 20.690 \| \| Schiedsrichter: Jim Finney \| \| Spielbericht \|               | Leicester City |
| FC Chelsea                                        | Peter Bonetti, Marvin Hinton, Ron Harris, John Hollins, Allan Young, John Boyle, Bert Murray, George Graham, Eddie McCreadie, Terry Venables, Bobby Tambling Cheftrainer: Tommy Docherty ( Schottland) | Gordon Banks, John Sjoberg, Richie Norman, Len Chalmers, Ian King, Colin Appleton, Billy Hodgson, Graham Cross, Jimmy Goodfellow, Dave Gibson, Tom Sweenie Cheftrainer: Matt Gillies ( Schottland) | Leicester City |
| FC Chelsea                                        | 1:0 Bobby Tambling (33.) 2:1 Terry Venables (70.) 3:2 Eddie McCreadie (81.) | 1:1 Colin Appleton (46.) 2:2 Jimmy Goodfellow (75.) | Leicester City |
| Finale, Hinspiel                                  | | |                |
| Montag, 15. März 1965 in London (Stamford Bridge) | | |                |
| Ergebnis: 3:2 (1:0)                               | | |                |
| Zuschauer: 20.690                                 | | |                |
| Schiedsrichter: Jim Finney                        | | |                |
| Spielbericht                                      | | |                |

| Leicester City                                      | Leicester City | FC Chelsea | FC Chelsea |
| --------------------------------------------------- | --- | --- | ---------- |
| Leicester City                                      | \| Finale, Rückspiel \| \| Montag, 5. April 1965 in Leicester (Filbert Street) \| \| Ergebnis: 0:0 \| \| Zuschauer: 26.957 \| \| Schiedsrichter: Kevin Howley \| \| Spielbericht \|                           | \| Finale, Rückspiel \| \| Montag, 5. April 1965 in Leicester (Filbert Street) \| \| Ergebnis: 0:0 \| \| Zuschauer: 26.957 \| \| Schiedsrichter: Kevin Howley \| \| Spielbericht \|                      | FC Chelsea |
| Leicester City                                      | Gordon Banks, Clive Walker, Richie Norman, Bobby Roberts, John Sjoberg, Colin Appleton, Billy Hodgson, Graham Cross, Jimmy Goodfellow, Dave Gibson, Mike Stringfellow Cheftrainer: Matt Gillies ( Schottland) | Peter Bonetti, Marvin Hinton, Eddie McCreadie, Ron Harris, John Mortimore, Frank Upton, Bert Murray, John Boyle, Barry Bridges, Terry Venables, Bobby Tambling Cheftrainer: Tommy Docherty ( Schottland) | FC Chelsea |
| Finale, Rückspiel                                   | | |            |
| Montag, 5. April 1965 in Leicester (Filbert Street) | | |            |
| Ergebnis: 0:0                                       | | |            |
| Zuschauer: 26.957                                   | | |            |
| Schiedsrichter: Kevin Howley                        | | |            |
| Spielbericht                                        | | |            |